# PA-99-N2
PA-99-N2 est un objet identifié grâce à l'effet de lentille gravitationnelle, détecté en direction de la galaxie d'Andromède en 1999.

## Explications
Une possibilité pour cet événement est qu'une étoile dans la galaxie d'Andromède ait attiré gravitationnellement une géante rouge également dans le disque. L'étoile lentille aurait une masse comprise entre 0,02 et 3,6 M☉ avec la valeur la plus probable proche de 0,5 M☉. Dans ce cas, le profil de l'objectif est que l'étoile a une planète,.

## Possible exoplanète
L'éventuelle exoplanète aurait une masse de 6,34 MJ. Si elle est confirmée, ce serait la première exoplanète découverte dans une autre galaxie. Un événement similaire a été observé en 1996 lorsqu'une équipe d'astronomes a découvert une fluctuation anormale dans la courbe de lumière du Quasar Jumeau qui semblait être causée par une planète d'environ 3 M⊕ dans la galaxie à lentille gravitationnelle du Quasar Jumeau. Cependant, les résultats restent spéculatifs car l'alignement fortuit qui a conduit à sa découverte ne se reproduira plus jamais. Si cette exoplanète pouvait être confirmée, ce serait la planète connue la plus éloignée, à 4 milliards de kilomètres.
| Planète | Masse   | Demi-grand axe (ua) | Période orbitale (jours) | Excentricité | Inclinaison | Rayon |
| ------- | ------- | ------------------- | ------------------------ | ------------ | ----------- | ----- |
| b       | 6,34 MJ |                     |                          |              |             |       |